# Đoạn buồn đêm mưa
"Đoạn buồn đêm mưa" là một bài hát thuộc dòng nhạc vàng được nhạc sĩ Tú Nhi sáng tác vào năm 1969 và gắn liền với tên tuổi của chính ông trong vai trò ca sĩ dưới nghệ danh Chế Linh. Bài hát kể về câu chuyện tình của chính tác giả trong một cơn mưa. Bài hát "Đoạn buồn đêm mưa" sau đó được Tú Nhi ký tên chung với nhạc sĩ Vinh Sử và giúp cho cả hai người trở nên thành danh trong làng âm nhạc miền Nam Việt Nam lúc bấy giờ cũng như sau năm 1975.
Sau năm 1975, do chính sách kiểm duyệt nhạc vàng của nhà nước Việt Nam, nhạc sĩ Vinh Sử đã đứng tên sáng tác bài hát để ca khúc được lưu hành ở trong nước. Điều này dẫn đến vấn đề tranh chấp tác quyền giữa Tú Nhi và một số đơn vị băng đĩa, đa phương tiện trong và ngoài nước, sau đó chính ông phải lên tiếng thu hồi tác quyền của ca khúc này. 
"Đoạn buồn đêm mưa" đã được nhiều ca sĩ ở cả trong và ngoài lãnh thổ Việt Nam thể hiện sau năm 1975; đồng thời được nhiều người Việt yêu thích. Bài hát cũng đã được doanh nhân Nguyễn Phương Hằng hát nhiều lần trong các buổi livestream gây tranh cãi vào năm 2021, và được bà chế lại lời trong một buổi trình diễn sau khi ra tù. 

## Hoàn cảnh ra đời
Bài hát được ra đời vào năm 1969, ở thời điểm mà Chế Linh đang bắt đầu nổi tiếng trong sự nghiệp ca hát của mình vốn bắt đầu vào những năm 1960 và có những sáng tác với bút danh là Tú Nhi và Lưu Trần Lê. Theo chia sẻ của ông, bài hát này được ông viết trong hoàn cảnh ông có hẹn gặp một người bạn gái ở Sài Gòn, nhưng khi người này chưa kịp đến điểm hẹn thì trời đổ mưa tầm tã, đường phố như suối nước, sau đó Tú Nhi ngồi một mình trong quán chờ mưa tạnh, vừa uống rượu vừa sáng tác ca khúc kể trên. Vì lỡ cuộc hẹn mà Chế Linh được cho là đã lỡ luôn cuộc tình với cô gái đó. Chế Linh sau đó đã cho thu âm bài hát này vào đĩa nhựa 45 vòng của hãng dĩa Việt Nam.
Sau khi thu âm bài hát, Tú Nhi đã cho nhạc sĩ Vinh Sử, thời điểm đó gặp khó khăn về tài chính, đứng tên chung sáng tác ca khúc khi đi xin giấy phép. Theo chính Chế Linh, hành động này của ông để "giải quyết vấn đề tài chính" và giúp Vinh Sử "được tự in và bán nhạc lẻ", "được để trong các sạp bán nhạc Sài Gòn khi xưa". Chế Linh và Vinh Sử sau đó đã bán ca khúc này thành công. Từ việc đó, nhạc sĩ Lam Phương đưa cho Chế Linh ca khúc "Thành phố buồn" và nói ông viết bài này dành cho Chế Linh, giúp cho tên tuổi Chế Linh cũng như bài hát của Lam Phương trở nên ăn khách. Đến thời điểm hiện tại, "Đoạn buồn đêm mưa" vẫn được coi là một ca khúc gắn với tên tuổi và giọng hát của Chế Linh. Còn đối với Vinh Sử, theo Chế Linh, tên tuổi của Vinh Sử cũng được biết đến nhiều từ sau "Đoạn buồn đêm mưa", đồng thời chính Chế Linh cũng đã hát nhiều ca khúc mà Vinh Sử đã sáng tác sau thời điểm đó.

## Đón nhận và trình diễn sau năm 1975
Sau sự kiện 30 tháng 4 năm 1975, các tác phẩm nhạc vàng và bolero Việt Nam đều bị chính quyền mới kiểm duyệt. Bản thân Chế Linh cũng phải vượt biên sau năm 1975, nhằm để nhạc phẩm của ông được phổ biến trong nước, Chế Linh đã cho Vinh Sử đứng tên trong bài "Đoạn buồn đêm mưa" cùng các bài hát khác của ông. Vào thập niên 1980 và 1990, "Đoạn buồn đêm mưa" cùng nhiều nhạc phẩm của Vinh Sử đã được phát tại khắp các ngõ, hẻm, quán cà phê ở Sài Gòn. Theo Báo Bình Dương, "Đoạn buồn đêm mưa" cùng nhiều tình khúc khác về mưa đã được nhiều người thuộc lòng. Nhiều khán giả và người nghe nhạc đã nghĩ rằng bài hát này là một sáng tác của nhạc sĩ Vinh Sử. Nhiều báo chí Việt Nam thậm chí còn đánh giá rằng "Đoạn buồn đêm mưa" là một tác phẩm rất nổi tiếng và thành công của Vinh Sử.
"Đoạn buồn đêm mưa" đã được nhiều ca sĩ ở cả trong và ngoài nước trình bày lại trên các sân khấu, như Quang Lê, Lệ Quyên, Đan Nguyên, Trường Vũ, Ngọc Sơn... Trong những cuộc thi về dòng nhạc Bolero tại Việt Nam, ca khúc này đã được một số thí sinh lựa chọn để thể hiện trong phần thi của mình. Hai nghệ sĩ hài Chiến Thắng và Tấn Hoàng cũng từng song ca ca khúc này trong một cuộc thi hát. Năm 2016, Lệ Rơi sau thời gian vắng bóng trong giới giải trí đã chia sẻ một video trong đó anh này cởi trần hát "Đoạn buồn đêm mưa" khiến khán giả "ngỡ ngàng". Vào năm 2024, trong liveshow "Ngày em thắp sao trời" gây tranh cãi, Đàm Vĩnh Hưng đã song ca cùng Trúc Nhân ca khúc "Đoạn buồn đêm mưa" trong một bản mash-up cùng với hai ca khúc "Nửa đêm ngoài phố" và "Giã từ" nói về một câu chuyện tình dưới cơn mưa. Trước đó, tại một show diễn tại Dinh Độc Lập vào năm 2022, hai ca sĩ cũng đã thể hiện mash-up kể trên, được tờ Sài Gòn Giải Phóng đánh giá là "điểm nhấn thú vị"; và sau đó vào cuối năm 2023, mash-up này đã xuất hiện trong album "Cho cuộc tình đã mất" của chính Đàm Vĩnh Hưng.
Trong đợt livestream tranh cãi gây chú ý đến cộng đồng mạng Việt Nam vào năm 2021, doanh nhân Nguyễn Phương Hằng đã nhiều lần công khai hát ca khúc "Đoạn buồn đêm mưa", trong đó có một phiên lên đến hàng chục nghìn người theo dõi vào đầu tháng 6 năm 2021. Sau đó, nghệ sĩ Phi Nhung, người được cho là bị bà Hằng gọi dưới cái tên "Phi Phi cô nương" cùng những lời lẽ mang tính chất cáo buộc và xấu xí, đã đăng tải luồng livestream hát lại ca khúc "Đoạn buồn đêm mưa" gửi đến Nguyễn Phương Hằng. Đoạn video này của Phi Nhung cũng đã nhận hàng trăm ngàn lượt tương tác và bình luận trên các nền tảng mạng xã hội, trong đó có những ý kiến đã khen ngợi hành động này của nghệ sĩ về giọng hát và cách ứng xử.

## Vấn đề tác quyền
Trong nhiều năm, các nhạc phẩm của Chế Linh–Tú Nhi đã được nhạc sĩ Vinh Sử đứng tên tại Việt Nam để có thể lưu hành trong nước. Sau Đổi Mới, cùng với chủ trương cởi mở về văn hóa nghệ thuật, cấp phép ca khúc của chính phủ Việt Nam, Chế Linh đã lấy lại các ca khúc của mình, trừ bài "Đoạn buồn đêm mưa" vẫn để cho Vinh Sử đứng tên. Vào năm 2017, nhạc sĩ Vinh Sử đã chuyển nhượng các tác phẩm của ông, trong đó có bài "Đoạn buồn đêm mưa", cho công ty truyền thông BH Media. Tờ nhạc trước năm 1975 cũng đề bút danh cả hai nhạc sĩ Tú Nhi và Vinh Sử. Còn theo Chế Linh, ông "không làm giấy tờ" chuyển nhượng ca khúc mà chỉ có "thỏa thuận miệng" với nhạc sĩ Vinh Sử.
Năm 2024, trong khi đăng tải ca khúc "Đoạn buồn đêm mưa" do mình thể hiện lên kênh YouTube cá nhân, Chế Linh đã bị nền tảng này đánh bản quyền, đồng thời ông khiếu nại đến ba lần nhưng vẫn bị cảnh báo, vì bài hát được cho là thuộc quyền sở hữu của BH Media. Điều này khiến Chế Linh lên tiếng thu hồi bản quyền của nhạc phẩm "Đoạn buồn đêm mưa". Ông cho rằng mình có "đầy đủ giấy tờ gốc" chứng minh bài hát do một mình ông sáng tác mà không có tên của Vinh Sử. Nhưng theo công ty BH Media, Chế Linh đã chuyển nhượng phần của ông trong tác phẩm nói trên cho Vinh Sử, do đó quyền tài sản của Chế Linh với nhạc phẩm "đã chấm dứt" mà chỉ còn quyền được nêu bút danh. Ngoài ra, cả Chế Linh và BH Media cho biết các nhạc phẩm của Tú Nhi từng được ông ký hợp đồng cho trung tâm Làng Văn quản lý và khai thác tại lãnh thổ Việt Nam trong thời gian từ năm 2014 đến nay, sau đó Làng Văn đã ủy quyền cho BH Media, dẫn đến những tranh chấp giữa Chế Linh và trung tâm băng nhạc này tại Hoa Kỳ. Chế Linh cho biết, ông muốn thu hồi tác quyền ca khúc "Đoạn buồn đêm mưa" vì "bị nhiều bên khai thác một cách rất bừa bãi" và "cảnh báo cho các cơ sở đã khai thác nhạc của Tú Nhi".
Sau khi mãn hạn tù vào tháng 9 năm 2024, Nguyễn Phương Hằng trong một buổi giao lưu đã chế lại lời ca khúc "Đoạn buồn đêm mưa" thành hai bài nhạc "T30 và tôi" và "Mưa An Phước", nhằm thể hiện tâm trạng đau khổ của bà. Những clip trình diễn đã lan truyền nhanh trên mạng xã hội tại Việt Nam và thậm chí đã có những trang làm video karaoke với lời hát bị chế. Hành vi này bị cho là vi phạm Luật Sở hữu trí tuệ tại Việt Nam. Theo bà Phương Hằng, bà không hiểu biết về bản quyền cũng như về tác giả của ca khúc. Khi phản hồi về sự việc, Chế Linh cho rằng "không có gì đáng để lên tiếng", đồng thời cho biết bà Nguyễn Phương Hằng yêu thích bài hát nên mới chế lời để thể hiện cảm xúc của mình.